# Daye
Daye tidigare romaniserat Tayeh, är en stad på häradsnivå som lyder under Huangshis stad på prefekturnivå i Hubei-provinsen i centrala Kina. Den ligger omkring 79 kilometer sydost om provinshuvudstaden Wuhan. 
Staden är en betydande gruv- och industriort som spelade en viktig roll under Kinas tidiga industrialisering under 1800-talet, då en viktig järngruva öppnades på orten. 1908 slogs järngruvan samman med ett järnverk i Hanyang och kolgruvorna i Pingxiang för att bilda "Kol - och järnbolaget Hanyeping AB" (漢冶萍煤鐵廠礦有限公司). Bolaget fick sedermera starka japanska intressenter och när den japanska regeringen framförde de 21 kraven till den kinesiska regeringen 1915 krävde man bland annat kontroll över Hanyeping.